# Містув
Містув (пол. Mistów) — село в Польщі, у гміні Якубув Мінського повіту Мазовецького воєводства.
Населення — 518 осіб (2011). Місто розташоване на відстані близько 5 км на північний схід від Мінська-Мазовецького і 41 км на схід від Варшави.
У 1975-1998 роках село належало до Седлецького воєводства.

## Демографія
Демографічна структура станом на 31 березня 2011 року:
|          | Загалом | Допрацездатний вік | Працездатний вік | Постпрацездатний вік |
| -------- | ------- | ------------------ | ---------------- | -------------------- |
| Чоловіки | 256     | 58                 | 170              | 28                   |
| Жінки    | 262     | 67                 | 147              | 48                   |
| Разом    | 518     | 125                | 317              | 76                   |